# Mariaverering
De term Mariaverering heeft betrekking op de actieve verering die de meerderheid van de christenen (katholieken, anglicanen, kopten en orthodoxen) heeft voor Maria, moeder van Jezus Christus.
Deze verering komt tot uitdrukking in gebeden en gezangen tijdens kerkdiensten en door de aanwezigheid van beelden, schilderijen en iconen in kerken en in eigen huis. Mariaverering moet evenals heiligenverering niet verward worden met aanbidding. Een gebruikelijke aanduiding van deze verering is "bidden tot" Maria of een andere heilige. Hiermee wordt volgens de leer van de hiervoor genoemde kerken echter niet gezegd dat Maria wordt aanbeden; aanbidden kan men immers alleen God. Het betekent het bidden tot God via Maria (of de betreffende heilige). Maria is 'slechts' de middelares/voorbidster tussen God en mens.

## Vormen
De verering van Maria kent vele vormen en gebruiken. In het westen is de rozenkrans een veelgebruikt gebed. Daarnaast bestaan er nog vele andere gebeden tot Maria, of ter ere van haar, zoals litanieën, het angelus en het memorare. Overal ter wereld bestaan bedevaartplaatsen waar jaarlijks velen haar voorspraak komen vragen. In België zijn bijvoorbeeld Scherpenheuvel, Banneux en Beauraing populair. In Nederland trekken in het zuiden de Zoete Moeder van 's-Hertogenbosch en de Sterre der Zee in Maastricht vele pelgrims. In het noorden zijn 'Onze Lieve Vrouw van Renkum', Onze-Lieve-Vrouwe ter Nood in Heiloo en Onze Lieve Vrouwe van de Besloten Tuin in Warfhuizen populair. Mei en oktober zijn in de katholieke kalender bijzonder toegewijd aan Maria. Verschillende bloemen en planten dragen haar naam, of een naam die met haar verering in verband wordt gebracht. Zo worden madeliefjes in het zuiden algemeen aangeduid als meizoentjes ter ere van Maria. Ook lievevrouwebedstro en onzelievevrouweglazekes zijn naar haar genoemd.

## Afwijzing door de reformatie
Mariaverering is in de ogen van christenen uit de reformatie een vorm van afgodendienst. Zo werd dit vooral gezien door Calvijn en in navolging van hem door de meeste protestantse kerken. Deze kennen Maria geen speciale voorbiddersrol toe en verwerpen de Mariaverering dan ook uitdrukkelijk.

## Externe Bronnen
- Collaboratieve wereldkaart met Maria-vereringsplaatsen, pelgrimsoorden, kerken, grotten, kloosters, kapellen.
- "Veneration of the Holy Mother of God". Directory on Popular Piety and the Liturgy. Vatican City: Congregation for Divine Worship and the Discipline of the Sacraments. 2001. Retrieved 16 December 2014.